# Nattapol Hothong
Nattapol Hothong (thailändisch ณัฐพล ห่อทอง, * 5. Juli 2000) ist ein thailändischer Fußballspieler.

## Karriere
Nattapol Hothong erlernte das Fußballspielen in der Jugendmannschaft vom Chalupree FC und der Jugendmannschaft des Erstligisten BG Pathum United FC. Bis Ende 2019 stand er beim Khon Kaen FC unter Vertrag. Der Verein aus Khon Kaen spielte in der zweiten thailändischen Liga. 2020 wechselte er nach Bangkok. Hier schloss er sich dem Drittligisten Raj-Pracha FC an. Am Saisonende feierte er mit dem Verein die Vizemeisterschaft der Western Region der dritten Liga und stieg anschließend in die zweite Liga auf. Sein Zweitligadebüt gab Nattapol Hothong am 25. September 2021 (5. Spieltag) im Auswärtsspiel gegen den Navy FC. Hier stand er in der Startelf und wurde in der 38. Minute gegen Thammayut Rakbun ausgewechselt. Das Spiel endete 1:1. Nach insgesamt 13 Zweitligaspielen wechselte er im Sommer 2022 zum Drittligisten Chanthaburi FC. Mit dem Verein aus Chanthaburi spielt er in der Eastern Region der Liga. Am Ende der Saison 2022/23 feierte er mit dem Verein die Vizemeisterschaft der Region und die Qualifikation zu den Aufstiegsspielen zur zweiten Liga. Hier trat man in der Upper Region an. Am Ende wurde man in der Region Tabellenerster und stieg direkt in die zweite Liga auf. Nach dem Aufstieg verließ er den Verein und schloss sich im Sommer 2023 dem Zweitligisten Suphanburi FC an. Nach acht Spielen für den Verein aus Suphanburi kehrte er Anfang Januar 2024 zu seinem ehemaligen Verein Chanthaburi FC zurück. Nach einem Ligaspiel wurde sein Vertrag im Sommer 2024 nicht verlängert. Im August 2024 wurde er vom Drittligisten Raj-Pracha FC unter Vertrag genommen. Mit dem Klub spielt er in der Western Region der Liga.

## Erfolge
Chanthaburi FC
- Thai League 3 – East: 2022/23  ▲